# 海之傳說—媽祖
《海之傳說－媽祖》，為臺灣動畫公司中華卡通的作品，製作號稱歷時三年耗資6600萬元，於2007年7月27日在臺灣上映。
本片由媽祖成仙的故事進行改編，值得一提的是，在製作及宣傳過程中與大甲鎮瀾宮緊密合作，發行了T恤、郵票、人偶等週邊商品，而電影首映會上也請媽祖神像出席，在台灣電影動畫週邊產業及與宗教合作等方面都是少見的案例。

## 配音名單[3]
配音指導：徐健春(國語版)、林芳雪(閩南語版)
配音引導：傅其慧
|           | 國語版         | 閩南語版 |
| --------- | -------------- | -------- |
| 小默娘    | 趙婷           | 陳昭婷   |
| 林默娘    | 孫翠鳳         | 孫翠鳳   |
| 弘毅      | 蔣篤慧         | 詹雅菁   |
| 林父      | 徐健春         | 林福來   |
| 林母      | 李映淑         | 林芳雪   |
| 報馬仔    | 官志宏         | 夏治世   |
| 玄通道長  | 石斑魚(石班瑜) | 王品超   |
| 千里眼    | 陳進益         | 黃西田   |
| 千里眼Q版 | 丘梅君         | 黃西田   |
| 順風耳    | 陳幼文         | 方駿     |
| 順風耳Q版 | 陶敏嫻         | 方駿     |
| 觀世音    | 李映淑         | 林佑俽   |
| 大姊      |                | 林佑俽   |
| 二姊      |                | 林芳雪   |
| 三姊      |                | 馮嘉德   |
| 五姊      | 許雲雲         | 李悅寧   |
| 龍王甲    |                | 陳旭昇   |
| 龍王乙    |                | 李飛     |
| 龍王丙    |                | 鄧建欣   |
| 縣大人    |                | 夏治世   |
| 村民甲    |                | 李崐景   |
| 村民乙    |                | 李飛     |
| 漁民甲    |                | 楊稟聰   |
| 漁民乙    |                | 鄧建欣   |
| 漁民丙    |                | 李飛     |
| 村童甲    |                | 徐麗玉   |
| 村童乙    |                | 吳佩凌   |
| 村童丙    |                | 徐晰捷   |

## 外部連結
- MSN娛樂上《海之傳說—媽祖》的資料（繁體中文）

- 開眼電影網上《海之傳說—媽祖》的資料（繁體中文）
- 豆瓣电影上《海之傳說—媽祖》的資料 （简体中文）